# Rembrandtkapel
De Rembrandtkapel was een kerkgebouw van vrijzinnig hervormden aan de Rembrandtlaan 20 in Soest in de provincie Utrecht.

## Oprichting Soester Vrijzinnige Protestante Geloofgemeenschap
De lokale geloofsgemeenschap werd in 1921 opgericht. De kapel werd op 24 september 1925 in gebruik genomen door de Vereeniging van Vrijzinnig Hervormden in Soest.
Telde de eerste ledenvergadering in 1921 170 leden; in de bloeiperiode in de jaren vijftig, zestig en zeventig circa 380 leden, met florerende bijbelcursussen, zondagschool en jeugdwerk.
Aangezien het algemene fenomeen van ontkerkelijking ook de Rembrandtkapel niet voorbij ging en het ledental rond 20 het ledental rond de 100 bleef schommelen kon de geloofsgemeenschap de beslissing om de zondagsdiensten en verbonden kerkelijke activiteiten te staken, niet langer ontlopen.
Het gebouw werd vervolgens in de wintermaanden gebruikt voor lezingen door de sociaal-culturele organisatie Soester kring en andere culturele activiteiten. Ook maakten enkele Soester koren vanwege de akoestiek gebruik van de kapel. 

### Gebouw
Het ontwerp van de kapel is een ontwerp van architect Jan Jacob Meurs. In 1950 wordt een klokkenstoel aan het gebouw toegevoegd. In 1952 wordt het gebouw uitgebreid en gerenoveerd.  

### Zorgresidentie Rembrandtkapel
Na grondige renovatie in 2024  kreeg het markante gebouw een nieuwe bestemming. Onder dezelfde benaming werd het in gebruik genomen als kleinschalige zorgresidentie voor ouderen met geheugenproblemen cum annex.

### Orgel
Het kerkorgel werd in 1928 gebouwd door Firma J. de Koff uit Utrecht. Het rein pneumatisch orgel met twee klavieren en pedaal werd in 1994 en 2010 ingrijpend gerenoveerd. Het complete pijpwerk is nog in originele staat.

## Historische momenten
- Toen de Da Costaschool aan de Spoorstraat vlak voor de Tweede Wereldoorlog werd gevorderd, werden tijdelijk lessen gegeven in de Rembrandtkapel.[5]

- In de bloeiperiode werd er tijdens hoogtijdagen als Pasen en Kerst in de kapel ook onder lekenspelen opgevoerd onder de stuwende kracht van Nettie van Zoest. Een hoogtepunt werd in 1952 bereikt toen koningin Juliana met de prinsessen Beatrix en Irene een Kerstspel bijwoonde.[6]